# Mastus peloponnesicus
Mastus peloponnesicus is een slakkensoort uit de familie van de Enidae. De wetenschappelijke naam van de soort is voor het eerst geldig gepubliceerd in 1984 door E. Gittenberger.